# Benny Van Brabant
Pour les articles homonymes, voir Van Brabant.
Benny Van Brabant, né le 8 mai 1959 à Hasselt, est un coureur cycliste belge. Professionnel de 1981 à 1992, il a notamment remporté une étape du Tour d'Espagne 1990, été leader du classement général de l'édition précédente et remporté le classement des sprints intermédiaires en 1986.
Son fils Yannick a également été coureur cycliste chez les amateurs.

## Palmarès

### Palmarès amateur
- 1979
  - Liège-Nandrin
  - 6e étape du Tour du Limbourg amateurs
  - Tour de Campine :
    - Classement général
    - 3eb, 4e, 5ea et 8ea étapes

  - 3e du Tour de l'Empordà
- 1980
  - Romsée-Stavelot-Romsée
  - 4e étape du Circuit franco-belge
  - 3e étape du Sealink International Grand Prix
  - 2e et 5eb étape du Tour de Liège
- 1981
  - 1rea étape du Circuit franco-belge

### Palmarès professionnel
- 1981
  - Circuit du Sud-Ouest
- 1982
  - 2e étape du Tour de l'Oise
  - 4eb étape du Tour des Pays-Bas
  - 2e du Circuit de Neeroeteren
- 1984
  - Binche-Tournai-Binche
  - 1reb étape du Critérium du Dauphiné libéré
  - 2e et 6e étapes du Tour de l'Avenir
  - 3e du Tour du Limbourg
- 1985
  - 3e étape du Tour de l'Oise
  - 4e et 8e étapes du Critérium du Dauphiné libéré
- 1986
  - 5ea étape du Tour d'Andalousie
  - 1re, 3e et 4eb étapes du Tour de Murcie
  - 2eb étape du Tour de Burgos
- 1987
  - 3e de Nice-Alassio
- 1989
  - 6e étape du Tour du Portugal
  - 4e étape du Tour de Castille-et-León
  - Grand Prix de Hannut
- 1990
  - 7e étape du Tour d'Espagne
  - 2e du Tour de la province de Syracuse
  - 2e du Tour du Limbourg
  - 3e du Tour d'Aragon
- 1991
  - 2e du Tour du Nord-Ouest de la Suisse
  - 2e du Grand Prix Raf Jonckheere
- 1992
  - 3e étape du Circuit de la Sarthe
  - 3e du Tour du Limbourg

## Résultats sur les grands tours

### Tour de France
3 participations
- 1982 : 118e
- 1983 : abandon (16e étape)
- 1985 : 129e

### Tour d'Espagne
6 participations
- 1982 : 24e
- 1984 : 66e
- 1986 : 86e, vainqueur du classement des sprints intermédiaires
- 1988 : 54e
- 1989 : 64e,  maillot jaune pendant 1 jour
- 1990 : 83e, vainqueur de la 7e étape

### Tour d'Italie
2 participations
- 1987 : 68e
- 1988 : abandon (19e étape)